# Raško Katić
Raško Katić (serbisch-kyrillisch Рашко Катић; * 8. Dezember 1980 in Kragujevac, SR Serbien) ist ein serbischer Basketballspieler. Neben verschiedenen Vereinen in seinem Heimatland spielte Katić vier Spielzeiten für den deutschen Erstligisten Walter Tigers aus Tübingen zwischen 2005 und 2009 in der Basketball-Bundesliga. In der Saison 2012/13 spielt er für den serbischen Vizemeister KK Roter Stern aus der Hauptstadt Belgrad.

## Karriere
Katić spielte erstmals höherklassig für seinen Heimatverein Zastava ab 2002 zunächst in der zweithöchsten Spielklasse. Nach dem Aufstieg in die höchste Spielklasse wechselte er Anfang 2004 in die Hauptstadt Belgrad zum Ligakonkurrenten Roter Stern, die in dieser Spielzeit den nationalen Pokalwettbewerb „Radivoj Korać“ gewannen. In der folgenden Spielzeit wechselte Katić im Januar 2005 zunächst zur Basketballmannschaft der İstanbul Teknik Üniversitesi in der Türkiye Basketbol Ligi, bevor er im März 2005 bereits wieder in sein Heimatland zurückkehrte und in Niš für Ergonom spielte.
Zur folgenden Spielzeit 2005/06 wechselte Katić nach Deutschland zum Erstligisten Tigers Tübingen in die Basketball-Bundesliga, mit dem er in den folgenden vier Spielzeiten jeweils den Klassenerhalt schaffte. Die beste Platzierung erreichte man in der Basketball-Bundesliga 2006/07 mit dem zehnten Platz nach der Hauptrunde. Nachdem Katić am BBL All-Star Game 2008 teilnehmen durfte, wurde er n seiner letzten Saison für Tübingen in der Basketball-Bundesliga 2008/09 als zweitbester Spieler auf seiner Position in das „All-BBL Second Team“ gewählt.
Nach vier Jahren in Tübingen kehrte Katić 2009 in seine Heimat zurück und spielte für KK Hemofarm in Vršac, die in der ersten Gruppenphase des Eurocup 2009/10 ausschieden. In der supranationalen Adria-Liga scheiterte man gegen den nationalen Konkurrenten KK Partizan im Halbfinale. Gegen den serbischen Serienmeister verlor man auch die Finalserie der Play-offs um die serbische Meisterschaft. In der darauffolgenden Spielzeit wechselte Katić zu Partizan in die Hauptstadt Belgrad und gewann mit diesem Verein erneut die Adria-Liga sowie neben dem nationalen Pokalgewinn in einer Neuauflage der Finalserie auch die serbische Meisterschaft gegen seinen ehemaligen Verein aus Vršac. In der Adria-Liga 2012 schied man etwas überraschend bereits im Halbfinale gegen den kroatischen Vertreter KK Cedevita aus, konnte aber das nationale Double erneut verteidigen. Beide nationale Titel gewann man gegen den Lokalrivalen Roter Stern, der zur Saison 2012/13 Katić neuer Verein werden sollte und mit dem er wie auch schon 2004 den nationalen Pokalgewinn 2013 feiern konnte. Zur Saison 2014/15 erfolgte dann der Wechsel nach Spanien zu CAI Zaragoza. Dort erreichte er mit der Mannschaft nur einen Mittelfeldplatz. 2015 ging er dann nach Belgien zu BC Ostende und feierte mit seinem neuen Team gleich im ersten Jahr das Double. Daraufhin wurde sein Vertrag um ein Jahr verlängert.

## Nationalmannschaft
In den Jahren 2013 und 2014 spielte Rasko Katić für die serbische Nationalmannschaft. Mit ihr erreichte er bei der Eurobasket 2013 den 7. Platz. Ein Jahr darauf wurde er mit seinem Team Vizeweltmeister beim Basketball World Cup. Obwohl nur als Vierter ihrer Vorrundengruppe für das Achtelfinale qualifiziert, musste sich die Mannschaft dann erst im Finale gegen die USA geschlagen geben.